# Teupasenti
Teupasenti (uit het Nahuatl: "Tempel") is een gemeente (gemeentecode 0715) in het departement El Paraíso in Honduras.
De gemeente hoorde tot het departement Olancho, tot in 1869 El Paraíso gecreëerd werd. De hoofdplaats ligt aan de rivier Jalán.

## Bevolking
De bevolking is als volgt verdeeld:
| Vrouwen | 21.523 | 48,4% |
| Mannen  | 22.919 | 51,6% |

## Dorpen
De gemeente bestaat uit 39 dorpen (aldea), waarvan de grootste qua inwoneraantal: Teupasenti (code 071501), El Ocotal (071510), San Isidro (071535) en Santa Cruz (071537).